# Край (Пашман)
Край (хорв. Kraj) — населений пункт у Хорватії, у Задарській жупанії у складі громади Пашман.

## Населення
Населення за даними перепису 2011 року становило 281 осіб.
Динаміка чисельності населення поселення:

## Клімат
Середня річна температура становить 15,33 °C, середня максимальна – 26,90 °C, а середня мінімальна – 4,34 °C. Середня річна кількість опадів – 794 мм.
| Клімат поселення                              | Клімат поселення | Клімат поселення | Клімат поселення | Клімат поселення | Клімат поселення | Клімат поселення | Клімат поселення | Клімат поселення | Клімат поселення | Клімат поселення | Клімат поселення | Клімат поселення | Клімат поселення |
| Показник                                      | Січ.             | Лют.             | Бер.             | Квіт.            | Трав.            | Черв.            | Лип.             | Серп.            | Вер.             | Жовт.            | Лист.            | Груд.            |                  |
| Середній максимум, °C                         | 11,84            | 11,78            | 13,12            | 16,38            | 21,23            | 25,23            | 26,90            | 26,64            | 22,28            | 19,25            | 14,92            | 12,05            |                  |
| Середня температура, °C                       | 8,12             | 8,05             | 9,41             | 12,68            | 17,50            | 21,52            | 24,35            | 24,08            | 19,72            | 16,71            | 12,39            | 9,49             |                  |
| Середній мінімум, °C                          | 4,39             | 4,34             | 5,68             | 8,95             | 13,78            | 17,81            | 21,78            | 21,53            | 17,16            | 14,13            | 9,82             | 6,94             |                  |
| Норма опадів, мм                              | 69               | 59               | 62               | 66               | 56               | 50               | 28               | 45               | 87               | 93               | 95               | 84               |                  |
| Середньомісячна швидкість вітру, м/с          | 3.00             | 3.11             | 3.26             | 3.10             | 2.70             | 2.50             | 2.50             | 2.40             | 2.62             | 2.76             | 3.36             | 3.26             |                  |
| Середньомісячна сонячна радіація, кДж/м²·день | 5154             | 7890             | 11644            | 16515            | 20857            | 23134            | 24692            | 21545            | 15846            | 10148            | 5601             | 4381             |                  |
| --------------------------------------------- | ---------------- | ---------------- | ---------------- | ---------------- | ---------------- | ---------------- | ---------------- | ---------------- | ---------------- | ---------------- | ---------------- | ---------------- | ---------------- |
| Джерело:                                      |                  |                  |                  |                  |                  |                  |                  |                  |                  |                  |                  |                  |                  |